# 刘金山 (演员)
刘金山（1963年12月18日—），男，北京人，中国影视演员，一级演员，代表作有电视剧《小兵张嘎》、《地下交通站》等。